# Reazione di ipersensibilità
Una reazione di ipersensibilità è una risposta immunitaria dannosa che provoca alterazioni tissutali e può causare gravi malattie. Deriva dall'interazione di un antigene endogeno o esogeno (verso cui l’organismo è stato precedentemente sensibilizzato in un primo incontro) con anticorpi umorali o da reazioni immunitarie cellulomediate.
Nell'ambiente in cui viviamo si trovano numerose sostanze in grado di stimolare il nostro sistema immunitario. Il contatto con questi antigeni porta a una risposta immune protettiva, ma anche a reazioni che possono risultare dannose per i tessuti conosciute appunto come reazioni di ipersensibilità.
Le affezioni da ipersensibilità possono essere classificate sulla base del meccanismo immunologico che vanno ad attivare; si distinguono:
- Affezioni di tipo I (anafilattico): vengono liberate sostanze vasoattive e spasmogene che agiscono sui vasi e sulla muscolatura liscia alterandone le funzioni;
- Affezioni di tipo II (citotossico): gli anticorpi interagiscono con gli antigeni presenti sulla superficie cellulare, cioè vanno a danneggiare direttamente le cellule rendendole suscettibili alla fagocitosi;
- Affezioni di tipo III (mediata da immunocomplessi): il legame antigene-anticorpo forma un complesso che attiva il sistema del complemento;
- Affezioni di tipo IV (cellulo-mediata detta anche "ritardata"): il danno tissutale è prodotto dall'attivazione di cellule del sistema immunitario (linfociti T) a 12-72h dal contatto con l'antigene.
- Affezioni di tipo V (mediata da autoanticorpi): presenza di anticorpi circolanti in grado di attivare recettori presenti sulla superficie di una cellula; alcuni autori la riconducono ad una risposta di tipo II.
- Affezioni di tipo VI: presenza di anticorpi circolanti in grado di attivare la citotossicità cellulomediata anticorpo dipendente delle cellule natural killer; alcuni autori la riconducono ad una risposta di tipo II.
- Affezioni di tipo VII: presenza di anticorpi circolanti in grado di inibire recettori presenti sulla superficie di una cellula; alcuni autori la riconducono ad una risposta di tipo II.

## Tipologie

### Tipo I: anafilattico o immediata
È caratterizzata da una rapida attivazione (entro pochi minuti) di mastocellule e granulociti, previa sensibilizzazione, che liberano sostanze vasoattive e spasmogene a causa del legame dell'antigene (detto anche "allergene") con anticorpi presenti sulla loro membrana cellulare.
Questo tipo di reazione si può suddividere in tre fasi:
- Sensibilizzazione, in cui il sistema immunitario viene a contatto per la prima volta con l'allergene e produce gli anticorpi che gli consentiranno in seguito di riconoscerlo.
- Risposta iniziale, nei primi 30-60 minuti dopo la seconda esposizione all'allergene, ove si hanno tutti i fenomeni di vasodilatazione, essudazione vasale, spasmi della muscolatura liscia locale e secrezioni ghiandolari in loco.
- Fase ritardata, a distanza di un paio d'ore dalla risposta iniziale, in cui non è più necessaria la presenza dell'antigene e avvengono fenomeni di infiltrazione tissutale da parte di neutrofili, eosinofili,  granulociti basofili, e monociti, con distruzione dei tessuti (in particolare epiteli e mucose). Gli eosinofili secernono sostanze come la Proteina Basica Maggiore, che si comporta da perforina portando alla distruzione delle cellule. Gli eosinofili partecipano al processo infiammatorio che riguarda le reazioni allergiche.

#### Sensibilizzazione
Tale fase ha inizio tramite la produzione di TSLP, IL-25 e IL-33 da parte delle cellule epiteliali che, da una parte, stimolano i basofili a esprimere CCR7 (che li porta a migrare nei linfonodi) e MHC II (per la presentazione dell'antigene) e a produrre IL-4 (necessaria per il differenziamento dei linfociti T naive in Th-2) e, d'altra parte, inibiscono la produzione di IL-12 e IL-23 da parte della cellula dendritica (che in questo modo non può promuovere la differenziazione verso i subsets Th1 e Th17). Grazie ai basofili dunque verranno attivati nella risposta allergica i linfociti Th-2. Questi ultimi producono una serie di citochine essenziali per la proliferazione dei linfociti B e la produzione di IgE (IL-13) e per la differenziazione degli eosinofili (IL-5) e dei mastociti (IL-4). Le IgE specifiche si andranno così a legare ai recettori sulla membrana di mastociti e basofili, in attesa del secondo incontro con l'allergene.

#### Risposta iniziale
Alla seconda esposizione all'allergene per cui si è sensibilizzati si ha il legame del suo antigene con gli anticorpi IgE presenti sui mastociti e sui basofili (appunto sensibilizzati). Si creano legami crociati tra un antigene che possiede più siti di legame Fc e più molecole di IgE, per cui questi ponti chimici nei complessi IgE-Fc provocano delle perturbazioni. A questo punto avvengono due fenomeni distinti, la degranulazione delle mastocellule con rilascio di mediatori primari (preformati) e il rilascio di mediatori secondari sintetizzati ex novo.
I mediatori primari comprendono:
- Ammine biogene, ovvero Istamina e Adenosina, la prima contrae la muscolatura liscia bronchiale e aumenta la permeabilità vascolare e le secrezioni bronchiali e nasali, la seconda potenzia la degranulazione delle mastocellule, provoca broncocostrizione e impedisce l'aggregazione piastrinica (favorita qualora siano presenti in circolo dei complessi, come quelli IgE-Fc);
- Mediatori chemiotattici quali il fattore chemiotattico degli eosinofili e dei neutrofili, che attirano appunto in loco queste figure cellulari;
- Enzimi contenuti nei granuli delle mastocellule, quali proteasi (chimasi e triptasi), e altre idrolasi acide, chinine e frazioni attivate del complemento (per esempio C3A);
- L'eparina, un glicosamminoglicano solfatato ad azione anticoagulante.

I mediatori secondari comprendono invece:
- Mediatori lipidici, quali i leucotrieni C4 e D4, vasoattivi e spasmogeni che vanno ad aumentare la permeabilità vascolare e a contrarre la muscolatura liscia bronchiale e B4, ad azione chemiotattica per neutrofili, eosinofili e monociti e le prostaglandine, in particolare la prostaglandina D, che provoca broncospasmo e vasodilatazione e aumenta la secrezione nelle mucose;
- PAF (Fattore attivante le piastrine), che stimola l'aggregazione piastrinica, la produzione di istamina, la broncocostrizione, la vasodilatazione e la permeabilità vascolare ed è un fattore chemiotattico per eosinofili e neutrofili, li attiva e li degranula;
- Citochine, polipeptidi che reclutano le figure infiammatorie, in particolare IL-3, IL-4 e il c-kit ligando che stimolano la crescita e la differenziazione delle mastocellule, (IL-2 (prodotta dai linfociti CD4+ TH2) che stimolerebbe la crescita e l'attivazione degli eosinofili in questa reazione non viene prodotto), poi il TNF-α, IL-1, IL-5 e il GM-CSF.

#### Fase ritardata
A distanza di un paio d'ore dalla risposta iniziale, gli eosinofili vengono reclutati nel sito di infiammazione e producono MBP, la proteina basica maggiore e la proteina cationica degli eosinofili (ECP), che sono dannose per le cellule epiteliali dei tessuti con cui vengono in contatto, leucotrieni C4 e PAF. Tutti questi prodotti proteici attivano le mastocellule che rilasciano altri mediatori infiammatori che mantengono la reazione anche per alcuni giorni o settimane.

#### Anafilassi locale e generalizzata
L'anafilassi locale si ha in soggetti atopici, quindi particolarmente portati a sviluppare reazioni di tipo anafilattico in caso di ingestione o inalazione di proteine eterologhe e si concretizza con manifestazioni tipiche dell'allergia alimentare quali orticaria, angioedemi, riniti allergiche (febbre da fieno) e asma.
L'anafilassi generalizzata si ha tramite somministrazione di proteine eterologhe sotto forma ad esempio di antisieri, ormoni, enzimi o farmaci, solitamente per via ematica. La dose di antigene in grado di scatenare la reazione può essere estremamente varia, così come la gravità della sintomatologia che può variare da semplice prurito, eritema, pomfi cutanei, che interessano, a vomito, crampi addominali, diarrea, a forme sempre più gravi di costrizione dei bronchioli, dispnea ed edema laringeo fino a costituire ostruzioni laringee e al cosiddetto shock anafilattico.

### Tipo II: mediata da anticorpi
Questo tipo di reazione è tipica delle reazioni trasfusionali, dell'eritroblastosi fetale (differenza antigenica tra madre e feto), dell'anemia emolitica e della trombocitopenia autoimmune e delle reazioni di ipersensibilità ai farmaci. Gli anticorpi sono diretti contro antigeni di membrana e vanno a danneggiare direttamente le cellule rendendole suscettibili alla fagocitosi o alla lisi da parte del complemento. Gli antigeni che suscitano queste risposte possono essere sia esogeni, cioè derivanti da allergeni esterni al nostro corpo (adsorbiti e intrappolati nelle membrane cellulari) oppure endogeni. Classici esempi di ipersensibilità di tipo II sono la distruzione di globuli rossi in seguito a un'errata trasfusione (differenze nel gruppo AB0), l'incompatibilità materno-fetale per il sistema Rh, le reazioni causate da farmaci che si legano alle membrane di cellule ematiche fungendo da apteni, la produzione di auto-anticorpi contro antigeni di membrana (se gli antigeni contro i quali sono diretti le reazioni autoimmunitarie sono parte di recettori di membrana, si possono classificare queste particolari reazioni di ipersensibilità di II tipo come di V tipo).
Le affezioni di tipo II hanno due possibili evoluzioni: la lisi diretta delle cellule che colpiscono o la loro opsonizzazione.
Nella lisi diretta l'anticorpo IgM o IgG reagisce con l'antigene presente sulla superficie cellulare causando l'attivazione del sistema del complemento e la formazione del complesso di attacco alla membrana che distrugge l'integrità del plasmalemma inserendo nel doppio strato fosfolipidico proteine porose transmembranarie. Questa via è utilizzata in caso di incompatibilità AB0.
Le opsonine sono macromolecole proteiche che favoriscono la fagocitosi di una cellula da parte dei macrofagi. Nell'opsonizzazione gli anticorpi o i frammenti C3B vengono fissati sulla membrana delle cellule che devono essere eliminate per renderle più suscettibili alla fagocitosi. Questo tipo di reazione interessa soprattutto le cellule ematiche quali eritrociti, leucociti e piastrine. Questa via è utilizzata in caso di incompatibilità per il fattore Rh.

#### ADCC: citotossicità anticorpo-dipendente mediata da cellule
In questo caso le cellule bersaglio rivestite di IgG in basse concentrazioni vengono uccise da cellule del sistema immunitario non sensibilizzate che possiedono recettori FC, le quali si legano a questi recettori causando lisi cellulare senza fagocitosi (come nella lisi diretta). Questa reazione può essere mediata da neutrofili, eosinofili, monociti e cellule NK (Natural Killer). Recentemente questa tipologia è stata classificata a parte come reazione di ipersensibilità di VI tipo.

### Tipo III: mediata da immunocomplessi
Le reazioni di ipersensibilità di tipo III sono caratterizzate dalla formazione di complessi antigene-anticorpo che, interagendo con i mediatori del siero e con il sistema del complemento, suscitano una risposta infiammatoria locale o generalizzata.
Questi complessi possono circolare nel torrente ematico o arrestarsi contro le pareti vascolari o in strutture di filtraggio; infatti in tal caso i siti preferiti risultano essere i glomeruli renali, le articolazioni, la cute, il cuore, le sierose e i piccoli vasi.
I fattori che influenzano la risposta immunitaria possono essere così riassunti:
- Dimensione dei complessi: sono più patogeni i complessi di dimensioni intermedie o piccole, poiché quelli di maggiori dimensioni sono più facilmente fagocitati;
- Efficienza del sistema dei fagociti mononucleati, deputati allo smaltimento dei complessi antigene-anticorpo;
- Carica elettrica del complesso;
- Avidità di legame tra antigene e anticorpo;
- Affinità dell'antigene ai tessuti;
- Struttura tridimensionale del complesso;
- Fattori emodinamici, influenzano la migrazione dei complessi e la loro locale deposizione.

#### Malattia da immunocomplessi sistemica
Gli anticorpi indotti dall'antigene si legano a diverse figure proteiche, IgG e IgM si fissano al complemento, così come le IgA (seppure non per via diretta), invece le IgE si legano ai basofili inducendoli a liberare PAF e istamina che inducono l'aumento della permeabiltà vascolare separando le cellule dell'endotelio e permettendo ai complessi di penetrare la parete vascolare, oppure i complessi si legano alle cellule infiammatorie attraverso i recettori per Fc o C3b e danno il segnale per la liberazione dei mediatori vasoattivi e delle citochine, che come effetto finale hanno comunque l'aumento della permeabilità vascolare.
Queste interazioni danno il via alla cascata complementare che comprendendo molteplici figure proteiche, con i ruoli più disparati innescano diversi effetti locali e sistemici:
- Vengono prodotti fattori chemiotattici (frammenti C5 e C5c67 del complemento) che indirizzano in loco i leucociti, i polimorfonucleati e i monociti;
- Viene rilasciata l'opsonina C3b, che favorisce la fagocitosi;
- Vengono rilasciate le anafilatossine C3a e C5a, che provocano degranulazione dei mastociti, aumentano la permeabilità vascolare e causano la contrazione della muscolatura liscia vasale;
- Si forma il complesso di attacco alla membrana (C5-9) che causa danni alle membrane cellulari successiva citolisi;
- Vengono rilasciate sostanze preinfiammatorie come prostaglandine e peptidi vasodilatatori;
- Vengono rilasciati enzimi lisosomiali, anche in seguito alla citolisi di cui sopra, che hanno azione litica (come le proteasi);
- La PAF prodotta dai basofili inizialmente attivati dalle IgE, provoca aggregazione piastrinica;
- Viene attivato il fattore di Haegeman (CF-XII), che rappresenta il capostipite della via intrinseca della produzione di tutti gli altri fattori della cascata coagulativa;

Gli effetti sistemici si traducono nella formazione di microtrombi, nell'amplificazione dell'effetto infiammatorio, nell'aumento dei livelli di siero nel sangue e nell'intensa essudazione di neutrofili. Nello specifico si hanno vasculiti (come la vasculite necrotizzante acuta), glomerulonefriti, artriti, e così via, a seconda del sito in cui avviene la deposizione dei complessi.
A seguito di ripetute e prolungate esposizioni all'antigene si ha un'antigenemia continua che sfocia in forme patologiche croniche come il Lupus eritematoso sistemico.

#### Malattia da immunocomplessi locale
La forma locale della reazione di ipersensibilità di tipo III è la reazione di Arthus, che non è altro che una vasculite acuta da immunocomplessi. Per l'eccesso di anticorpi si formano enormi immunocomplessi che precipitano in sito nel giro di qualche ora e provocano effetti infiammatori come necrosi fibrinoidi vasali, emorragie locali, trombosi e ischemie. È presente un infiltrato di polimorfonucleati.
Esempio: La puntura di un insetto può provocare in una prima fase una reazione di Ipersensibilità di Tipo 1°. Ma successivamente, l'individuo può presentare una ipersensibilità di 3 tipo

### Tipo IV: mediata dai linfociti T
Questo tipo di reazione è mediata da linfociti T specificatamente sensibilizzati (vedi sistema HLA) e comprende tutte le classiche reazioni di ipersensibilità provocate da cellule T CD4+ e la citotossicità cellulare diretta mediata dalle cellule T CD8+. Rappresenta la più importante forma di risposta che il nostro organismo adotta per combattere gli organismi intracellulari, ne è esempio esauriente la risposta immunitaria indotta dalla presenza di Mycobacterium tuberculosis e dal test di Mantoux.

#### Ipersensibilità ritardata (o DTH)
La reazione tubercolinica come detto è esemplificante e per questo verrà trattata come modello per la descrizione delle reazioni di ipersensibilità ritardata.
La presenza intradermica di tubercolina derivante dalla presenza del micobatterio, porta alla prima interazione tra antigene e anticorpo, per cui le cellule CD4+ non sensibilizzate riconoscono i peptidi micobatterici associati a molecole di classe II presenti sulla superficie dei monociti o di altre cellule APC (cellule presentanti l'antigene). Questa fissazione porta alla differenziazione dei T CD4+ in cellule TH1, sensibili a un successivo insulto, analogamente a quanto accade nel caso delle reazioni di tipo anafilattico. I TH1 entrano quindi in circolo e vi possono rimanere per lunghi periodi, a volte per anni, da qui il principio di memoria del sistema immunitario.
Negli individui già precedentemente sensibilizzati si avrà, alla seconda somministrazione, un'interazione tra le cellule TH1 della memoria e gli antigeni presenti sulle APC che attiva questi linfociti e li induce a secernere specifiche citochine, quali:
- IFN-γ: potente attivatore macrofagico, ne aumenta l'avidità fagocitaria, li stimola a produrre molecole di classe II, per cui la presentazione antigenica è velocizzata, e fattori di crescita lipoproteici che stimolano la proliferazione dei fibroblasti e aumentano la sintesi di collagene;
- IL-2: provoca la proliferazione paracrina e autocrina dei linfociti T che si accumulano in loco;
- TNF-α e linfotossine: citochine che stimolano le cellule endoteliali a secernere prostaglandina, ad azione vasodilatativa, ELAM-1 che fa aderire i linfociti e i monociti di passaggio e altri fattori chemiotattici come l'IL-8, favorendo nel complesso la formazione di granulomi, da qui quella che viene chiamata infiammazione granulomatosa.

Gli effetti visibili riguardano un arrossamento, un indurimento e a volte anche necrosi locali, aumenta la permeabilità vascolare e si formano lacune fra le cellule endoteliali con edemi, perdita di componente proteica e fibrosi interstiziale (causa principale dell'indurimento).
Se la presenza antigenica persiste la reazione infiammatoria passa di mano dai linfociti ai macrofagi che si trasformano spesso in cellule epitelioidi sotto l'azione di mediatori chimici dell'infiammazione e sono maggiormente soggetti ad aggregarsi in granulomi.

#### Ipersensibilità da contatto (dermatite da contatto)
Sono reazioni caratterizzate dalla formazione di un eczema cutaneo a livello del punto di contatto con un antigene di natura liposolubile o metalli come cromo e nichel. L’antigene lega il complesso MHC II presente sulle cellule dendritiche poi queste migrano nel linfonodo e attivano i linfociti Th-17 (in minor misura anche Th-1 e CD8+) i quali, migrati nel sito di infiammazione, producono citochine che attivano le cellule epiteliali (che a loro volta recluteranno altri Th-17) e reclutano i neutrofili tramite il rilascio di chemochine. Saranno proprio i neutrofili ad arrecare il danno tissutale tramite il rilascio dei loro granuli.

#### Citotossicità mediata da cellule T
In questo caso linfociti T CD8+ precedentemente sensibilizzati uccidono direttamente le cellule che portano l'antigene, per questo vengono chiamati linfociti T citotossici (CTL). Questa reazione è alla base del rigetto nei trapianti.
In presenza di antigeni esogeni virali, questi peptidi virali vengono trasportati sulla superficie cellulare sotto forma di complessi che vengono riconosciuti e attaccati dai CTL CD8+, per cui si ha la lisi delle cellule infette prima che venga completata la replicazione virale e di conseguenza l'infezione virale è sconfitta.
Lo stesso principio sembra venga applicato nei confronti di alcuni tumori.
Un ulteriore esempio è dato dal diabete mellito di tipo I, patologia autoimmune a eziologia sconosciuta, in cui vengono distrutte selettivamente le cellule beta delle isole di Langerhans tramite l'azione di linfociti CD8+ che riconoscono antigeni self sulla membrana di tali cellule.

## Tipo V: mediato da anticorpi stimolanti recettori
Quando gli anticorpi si legano a un recettore di membrana stimolandone la funzione (un esempio è la malattia di Basedow-Graves), alcuni autori classificano la reazione di ipersensibilità come di II tipo.

## Tipo VI: citotossicità cellulomediata anticorpo dipendente
Si rimanda all'ipersensibilità di tipo II.

## Tipo VII: mediato da anticorpi bloccanti recettori
Quando gli anticorpi si legano a un recettore di membrana inibendone la funzione o inducendo la degradazione del recettore stesso (un esempio è la miastenia gravis), alcuni autori classificano la reazione di ipersensibilità come di II tipo.